# Případy detektiva Murdocha
Případy detektiva Murdocha (v anglickém originále Murdoch Mysteries) je kanadský dramatický televizní seriál z produkce Shaftesbury Films. Vychází ze série románů Maureen Jenningsové. Prvních pět řad bylo vysíláno v Kanadě na Citytv, odkud se seriál přesunul na CBC. V Česku je seriál premiérově vysílán na ČT1 a placeném kanálu Epic Drama.

## Děj
Seriál se odehrává v Torontu od roku 1895 a sleduje detektiva Williama Murdocha z Torontské policie, který řeší mnoho svých případů pomocí inovativních metod, na svou dobu neobvyklých. Pomáhají mu další tři hlavní postavy: inspektor Brackenreid, doktorka Ogdenová a konstábl Crabtree. Brackenreid, Murdochův přímý nadřízený, je neomalený a skeptický muž z Yorkshiru se zálibou ve whisky, který dává přednost konvenčním metodám detekce před Murdochovými výstředními novinkami, i když je obvykle potěšen a hrdý, když je Murdoch navzdory nedůvěře úspěšný. Crabtree často nedokáže pochopit pokročilejší metody, ale jeho nadšení a loajalita z něj dělají dobrého pomocníka. Stejně jako Crabtree je i doktorka Ogdenová velkým zastáncem Murdochových metod. Její dovednost v patologii obvykle pomáhá tím, že odhalí spoustu užitečných důkazů, které Murdochovi pomohou při řešení případů.
Některé epizody představují anachronickou technologii, kdy postavy vytvoří improvizovaný prototyp technologie, která byla ve skutečnosti vynalezena až později. V jedné epizodě například vytvoří primitivní verzi sonaru k nalezení potopené lodi v jezeře Ontario.
Skutečné historické události jsou důležitým prvkem ve většině epizod a zápletky někdy zahrnují skutečné osoby, mezi které patří Buffalo Bill, Annie Oakleyová, H.G. Wells, Nikola Tesla, Wilfrid Laurier, Jack London, Arthur Conan Doyle, královna Viktorie, Theodore Roosevelt, Oliver Mowat, Orville a Wilbur Wrightové, Henry Ford, Winston Churchill, Bat Masterson, Alexander Graham Bell, Emma Goldmanová, H. P. Lovecraft, Harry Houdini, Thomas Edison a Helen Kellerová.

## Obsazení
| Postava                                                | Hraje           | Český dabing    |
| ------------------------------------------------------ | --------------- | --------------- |
| Detektiv William Murdoch                               | Yannick Bisson  | Zdeněk Hruška   |
| Dr. Julia Ogdenová                                     | Hélène Joy      | Anna Remková    |
| Inspektor (později vrchní konstábl) Thomas Brackenreid | Thomas Craig    | Stanislav Lehký |
| Konstábl George Crabtree                               | Jonny Harris    | Ivo Theimer     |
| Dr. Emily Graceová                                     | Georgina Reilly | Lucie Pernetová |
| Konstábl Henry Higgins                                 | Lachlan Murdoch | Petr Lněnička   |